# Горносталевский сельсовет
Горносталевский сельсовет — сельское поселение в Здвинском районе Новосибирской области Российской Федерации.
Административный центр — село Старогорносталево.

## История
Статус и границы сельского поселения установлены Законом Новосибирской области от 2 июня 2004 года № 200-ОЗ «О статусе и границах муниципальных образований Новосибирской области»

## Население
| 2002 | 2004 | 2005 | 2006 | 2007 | 2008 | 2009 |
| ---- | ---- | ---- | ---- | ---- | ---- | ---- |
| 781  | ↘738 | ↘732 | ↗734 | ↘730 | ↗773 | ↗784 |
| 2010 | 2012 | 2013 | 2014 | 2015 | 2016 | 2017 |
| ↘771 | ↘755 | ↘740 | ↘718 | ↘687 | ↘670 | ↘663 |
| 2018 | 2019 | 2020 | 2021 |      |      |      |
| ↘639 | ↘622 | ↘605 | ↘604 |      |      |      |

## Состав сельского поселения
| № | Населённый пункт  | Тип населённого пункта       | Население |
| - | ----------------- | ---------------------------- | --------- |
| 1 | Старогорносталево | село, административный центр | ↘604      |